# کارن مارین
کارن مارین (انگلیسی: Karen Marin؛ زادهٔ ۱۲ مهٔ ۱۹۹۹) بازیکن فوتبال اهل لوکزامبورگ است.
وی همچنین در تیم ملی فوتبال Luxembourg بازی کرده‌است.